# Mu isamaa, mu õnn ja rõõm
Mu isamaa, mu õnn ja rõõm (Patria mea, mândria și bucuria mea) este imnul național al Estoniei. Acesta a fost adoptat în 1920, dar interzis între 1940 și 1990 sub ocupația sovietică.
Versurile au fost scrise de Johann Voldemar Jannsen, iar muzica imnului este de Fredrik Pacius, aceeași cu a imnului finlandez Maamme, versurile fiind diferite.

## Imnul înestonă
Mu isamaa, mu õnn ja rõõm,

Kui kaunis oled sa!

Ei leia mina iial tääl

See suure laia ilma pääl,

Mis mul nii armas oleks ka

Kui sa, mu isamaa!

Sa oled mind ju sünnitand

Ja üles kasvatand;

Sind tänan mina alati

Ja jään sul truuks surmani!

Mul kõige armsam oled sa,

Mu kallis isamaa!

Su üle Jumal valvaku,

Mu armas isamaa!

Ta olgu sinu kaitseja

Ja võtku rohkest' õnnista'

Mis iial ette võtad sa,

Mu kallis isamaa!

## Imnul înengleză
My native land, my joy, delight, 
How fair thou art and bright!

And nowhere in the world all round

Can ever such a place be found

So well beloved as i love thee,

My native country dear!---
My little cradle stood on thy soil,

Whose blessings ease my toil.

With my last breath my thanks to thee,

For true to death I'll ever be,

O worthy, most beloved and fine,

Thou, dearest country mine!
May God in Heaven thee defend,

My best, my dearest land!

May He be guard, may He be shield,

For ever may He bless and wield

O graciously all deeds of thine,

Thou dearest country mine!